# Music Is the Key
Music Is the Key (deutsch: „Musik ist der Schlüssel“) ist ein Popsong aus dem Jahr 2003, den Rob Tyger und Kay Denar geschrieben haben. Interpretiert wurde er von der deutschen Popsängerin Sarah Connor auf ihrem dritten Studioalbum Key to My Soul. Es handelt sich um den zweiten Nummer-eins-Hit der Interpretin nach From Sarah with Love.

## Hintergrund
In dem Lied Music Is the Key geht es um die Wirkung von Musik auf Menschen. Es wird unter anderem bemerkt, dass Musik immer heilen würde („Music - has always been healing“). Produziert wurde das Lied von Rob Tyger und Kay Denar.
Der Song wurde als Vorab-Single am 3. November 2003 veröffentlicht. Es handelt sich um die erste Singleauskopplung ihres Albums Key to My Soul. Beim Dreh des Musikvideos war Connor schwanger.
2014 veröffentlichte Roger Cicero eine Coverversion des Liedes für die VOX-Sendung Sing meinen Song – Das Tauschkonzert.

## Chartplatzierungen
| ChartsChartplatzierungen | Höchstplatzierung | Wochen |
| ------------------------ | ----------------- | ------ |
| Deutschland (GfK)        | 1 (16 Wo.)        | 16     |
| Österreich (Ö3)          | 6 (19 Wo.)        | 19     |
| Schweiz (IFPI)           | 2 (22 Wo.)        | 22     |

## Titelliste der Single
Maxi-Single
1. Music Is the Key (Video Version)
2. Music Is the Key (Album Version)
3. Music Is the Key (Capella Version)
4. Music Is the Key (Directorʼs Cut) (Video)